# 서울대학교 총장 목록
이 문서는 역대 서울대학교 총장에 대한 내용이다.
| 역대       | 사진 | 성명          | 재임 기간                           | 비고 |
| ---------- | ---- | ------------- | ----------------------------------- | --- |
| 초대       |      | 해리 엔스테드 | 1945년 10월 7일 ~ 1947년 10월 24일  | - 미국 그리넬대학교 졸업 - 미국 서던 캘리포니아 대학교대학원 법학석사 - 미국 웨싱턴스프링스대학교 대학원 법학박사 - 미국 시애틀퍼시픽대학교 상과대학장 - 미국 해군 대위 - 목사 |
| 제2대      |      | 이춘호        | 1947년 10월 25일 ~ 1948년 5월 12일  | - *첫 한국인 서울대학교 총장 - 미국 오하이오 웨슬리언 대학교 수학과 졸업 - 미국 오하이오 주립 대학교 대학원 수학과 석사 미국 오하이오 주립 대학교 대학원 수학과 박사 수료 - 미국 오하이오 주립 대학교 수학과 교수 - 연희전문학교 수물과 교수, 재단이사 및 이사장 - 한국전쟁 중 납북 및 병사                                        |
| 제3대      |      | 장이욱        | 1948년 5월 13일 ~ 1949년 1월 3일    | - 미국 더뷰크대학교 교육학과 졸업 - 미국 컬럼비아대학교 대학원 교육학과 석사 - 미국 더뷰크대학교 명예법학박사 - 흥사단 이사장 - 경성사범학교 교장 - 서울대학교 사범대학 초대 학장 - 제 4대 주미대사 |
| 제4대      |      | 최규동        | 1949년 1월 4일 ~ 1950년 10월 5일    | - 광신상업학교 수학연구과 졸업 - 중동고등학교 초대 이사장 및 교장 - 진단학회 위원 - 한국교육위원회 위원 - 서울시교육회 회장 - 한국전쟁 중 납북 및 병사 |
| 제5대      |      | 최규남        | 1951년 9월 3일 ~ 1956년 6월 8일     | - *첫 연세대 출신 서울대학교 총장 - 연희전문학교 수물과 졸업 - 미국 오하이오 웨슬리안대학교대학원 물리학 석사 - 미국 미시간 주립대학교 대학원 물리학 박사 - 연희전문학교 교수 - 서울대학교 문리과대학 물리학과 교수 - 제 5대 문교부 장관                                                                                           |
| 제6대      |      | 윤일선        | 1956년 7월 19일 ~ 1961년 12월 6일   | - 일본 교토제국대학 의학부 졸업 - 일본 교토제국대학대학원 의학석사 - 일본 교토제국대학대학원 의학박사(병리학) - 세브란스 의과 대학 교수 - 서울대학교 의과대학 교수, 의과대학장, 대학원장, 부총장 - 초대 대한민국 학술원 원장 |
| 제7대      |      | 권중휘        | 1961년 12월 7일 ~ 1964년 6월 8일    | - 일본 도쿄제국대학 문학부 영문학과 졸업 - 고려대학교, 한국외국어대학교 명예 문학박사 - 고려대학교 교수 - 서울대학교 문리과대학 영어영문학과 교수, 학생처장 - 한국외국어대학교 총장 - 우석학원 이사 |
| 제8대      |      | 신태환        | 1964년 6월 24일 ~ 1965년 8월 26일   | - *첫 서울대 전신 학교(경성고등상업학교) 출신 서울대학교 총장 - 일본 도쿄상과대학 본과 졸업 - 연희대학교 교수 - 동국대학교 교수 - 서울대학교 법과대학 교수 - 제 2대 건설부 장관 |
| 제9대      |      | 유기천        | 1965년 8월 27일 ~ 1966년 11월 10일  | - 일본 도쿄제국대학 법학부 졸업 - 미국 예일대학교대학원 법학박사 - 서울대학교 법과대학 교수 - 서울대학교 법과대학장, 학생처장 - 정부와의 충돌로 1972년 미국 이주 |
| 제10대     |      | 최문환        | 1966년 11월 11일 ~ 1970년 11월 10일 | - 일본 와세다대학교 경제학과 졸업 - 일본 와세다대학교대학원 경제학 석사 - 서울대학교대학원 경제학 박사 - 연희대학교 상학원 및 고려대학교 정법대학 교수 - 서울대학교 문리과대학 사회학과 교수 - 서울대학교 상과대학 교수, 상과대학장                                                                                                |
| 제11·12대  |      | 한심석        | 1970년 11월 11일 ~ 1975년 5월 26일  | - *첫 연임 서울대학교 총장 - 경성제국대학교 의학부 졸업 - 경성제국대학교)대학원 의학석사 및 의학박사(내과학) - 서울대학교 의과대학 교수, 의과대학장 - 서울대학교병원 원장 - 서울대학교 부총장 |
| 제13대     |      | 윤천주        | 1975년 5월 27일 ~ 1979년 5월 26일   | - *첫 서울대 출신 서울대학교 총장 - 서울대학교 문리과대학 정치학과 학사 - 서울대학교대학원 정치학 석사 - 고려대학교대학원 법학박사 - 고려대학교 정법대학 교수, 정법대학장 - 제 15대 문교부 장관 - 민주공화당 사무총장 및 제7대 국회의원                                                                                            |
| 제14대     |      | 고병익        | 1979년 5월 27일 ~ 1980년 6월 29일   | - 도쿄제국대학 문학부 동양사학과 중퇴 - 서울대학교 문리과대학 사학과 학사 및 석사 - 독일 뮌헨 대학교대학원 역사학과 박사(중국사) - 연세대학교 및 동국대학교 교수 - 서울대학교 문리과대학 동양사학과 교수, 문리과대학장 - 방송통신위원회 위원장                                                                                     |
| 제15대     |      | 권이혁        | 1980년 6월 30일 ~ 1983년 10월 14일  | - 서울대학교 의과대학 졸업 - 미국 미네소타대학교대학원 보건학 석사 - 서울대학교대학원 의학박사(예방의학) - 서울대학교 의과대학 교수, 의과대학장, 병원장, 보건대학원장 - 제 26대 문교부 장관 - 제 22대 보건사회부 장관 - 제 3대 환경처 장관                                                                                         |
| 제16대     |      | 이현재        | 1983년 10월 27일 ~ 1985년 7월 20일  | - 서울대학교 상과대학 경제학과 졸업 - 서울대학교대학원 경제학 석사 - 서울대학교대학원 경제학 박사 - 부산대학교 교수 - 서울대학교 상과대 및 사회대 경제학과 교수, 사회과학대학장 - 서울대학교 부총장 - 제 20대 국무총리 |
| 제17대     |      | 박봉식        | 1985년 7월 22일 ~ 1987년 8월 13일   | - 서울대학교 문리과대학 외교학과 졸업 - 서울대학교대학원 정치학 석사 - 서울대학교대학원 정치학 박사 - 서울대학교 문리대 및 사회대 외교학과 교수 - 국가보위입법회의 위원 - 유네스코 한국위원회 사무총장 |
| 제18대     |      | 조완규        | 1987년 8월 14일 ~ 1991년 8월 13일   | - 서울대학교 문리과대학 생물학과 졸업 - 서울대학교대학원 생물학 석사 - 서울대학교대학원 생물학 박사 - 서울대학교 문리대 및 자연대 생물학과 교수, 자연과학대학장 - 서울대학교 부총장 - 제 32대 교육부 장관 - 제 2대 MBC 방송문화진흥회 이사장                                                                                       |
| 제19대     |      | 김종운        | 1991년 8월 14일 ~ 1995년 2월 28일   | - *민주화 이후 첫 교수 직선제 총장 - 서울대학교 문리과대학 영어영문학과 졸업 - 미국 뉴욕 주립 대학교대학원 영문예학 석사 - 서울대학교대학원 영문학 박사 - 성균관대학교 교수 - 서울대학교 문리대 및 인문대 영어영문학과 교수 - 서울대학교 인문대학장 및 기획처장                                                                    |
| 제20대     |      | 이수성        | 1995년 3월 1일 ~ 1995년 12월 1일    | - 서울대학교 법과대학 졸업 - 서울대학교대학원 법학석사 - 서울대학교대학원 법학박사 - 서울대학교 법과대학 교수, 학생처장, 법과대학장 - 제 29대 국무총리 - 제 17대 대통령 선거 후보 |
| 제21대     |      | 선우중호      | 1996년 2월 12일 ~ 1998년 8월 31일   | - 서울대학교 공과대학 토목공학과 졸업 - 캐나다 서스캐처원대학교대학원 토목공학 석사 - 미국 콜로라도 주립대학교대학원 토목공학 박사 - 서울대학교 공과대학 토목공학과 교수 및 공과대학장 - 서울대학교 부총장, 중앙도서관장 - 명지대학교 및 광주과학기술원 총장                                                                       |
| 제22대     |      | 이기준        | 1998년 11월 11일 ~ 2002년 5월 9일   | - 서울대학교 공과대학 화학공학과 졸업 및 동 대학원 공학석사 - 미국 워싱턴대학교대학원 화학공학 박사 - 서울대학교 화학공학과 교수 및 공과대학장 - LG그룹 사외이사 - 제 5대 부총리 겸 교육인적자원부 장관 - 한국과학기술단체총연합회 회장                                                                                            |
| 제23대     |      | 정운찬        | 2002년 7월 20일 ~ 2006년 7월 19일   | - 서울대학교 상과대학 경제학과 졸업 - 미국 마이애미대학교대학원 경제학 석사 - 미국 프린스턴대학교대학원 경제학 박사 - 서울대학교 사회과학대학 경제학과 및 경제학부 교수, 사회과학대학장 - 제 40대 국무총리 - 초대 동반성장위원회 위원장 - 한국야구위원회 총재                                                                      |
| 제24대     |      | 이장무        | 2006년 7월 20일 ~ 2010년 7월 19일   | - 서울대학교 공과대학 기계공학과 졸업 및 동 대학원 공학석사 - 미국 아이오와 주립대학교대학원 기계공학 박사 - 서울대학교 공과대학 기계공학과 및 기계항공공학부 교수, 공과대학장 - 산업자원부 산업기술평가원 이사장 - 기후변화센터 이사장 - 한국과학기술원 이사장                                                                    |
| 제25대     |      | 오연천        | 2010년 7월 20일 ~ 2014년 7월 19일   | - *첫 전문대학원 교수 출신 서울대학교 총장 - 서울대학교 문리과대학 정치학과 졸업 - 미국 뉴욕대학교대학원 재정관리학 석사 및 박사 - 서울대학교 행정대학원 교수 및 행정대학원장 - 한국의회발전연구회 이사장 - 기획재정부 공기업선진화특별위원회 위원장 - 울산대학교 총장                                                             |
| 제26대     |      | 성낙인        | 2014년 7월 20일 ~ 2018년 7월 19일   | - *법인화 이후 첫 간선제 총장 - 서울대학교 법과대학 졸업 및 동 대학원 법학 석사(헌법학) - 프랑스 파리 제2대학교대학원 법학 박사 - 영남대학교 법과대학 교수 - 서울대학교 법과대학 교수 및 법과대학장 - 제 8대 경찰위원회 위원장 - 대법원 운영위원                                                                                   |
| (직무대행) |      | 박찬욱        | 2018년 7월 20일 ~ 2019년 1월 31일   | - 서울대학교 정치학과 졸업 및 동 대학원 정치학 석사 - 미국 아이오와 대학교 대학원 정치학 박사 - 서울대학교 정치학과 교수 및 교육부총장 - 미래인력연구원장 - 한국정치학회 회장 |
| 27대       |      | 오세정        | 2019년 2월 1일 ~ 2023년 1월 31일    | - 서울대학교 물리학 학사 - 미국 스탠퍼드 대학교 대학원 물리학 석사·박사 - 서울대학교 물리학과 교수 및 자연과학대학장 - 한국과학재단 이사 - 한국물리학회 부회장 - 한국연구재단 이사장 - 제20대 국회의원 (비례대표, 국민의당→바른미래당) - 국민의당 국민정책연구원 원장 - 바른미래당 원내부대표 - 바른미래당 바른미래정책연구원 원장 |
| 28대       |      | 유홍림        | 2023년 2월 1일 ~                    | - 서울대학교 정치학 학사 - 서울대학교 대학원 정치학 석사·박사 - 서울대학교 사회과학대학 정치학과 학과장 - 서울대학교 사회과학도서관 관장 - 서울대학교 사회과학대학 정치외교학부 교수 - 서울대학교 대학신문사 주간 - 서울대학교 사회과학대학 학장                                                                                   |

## 같이 보기
- 경성제국대학 총장 목록
- 서울대학교 부총장 목록